# Zuevskij rajon
Lo Zuevskij rajon (in russo Зуевский район?) è un rajon dell'Oblast' di Kirov, nella Russia europea, il cui capoluogo è Zuevka. Istituito nel 1965, ricopre una superficie di 2.820 chilometri quadrati.